# The June Frost
The June Frost – album australijskiego zespołu Mournful Congregation wykonującego funeral doom metal. Wydany 20 stycznia 2009 roku przez wytwórnię Weird Truth Productions.

## Lista utworów
Na płycie znajdują się następujące utwory:
1. "Solemn Strikes the Funeral Chime" - 03:52
2. "White Cold Wrath Burnt Frozen Blood" - 17:02
3. "Descent of the Flames" - 09:01
4. "The June Frost" - 04:24
5. "A Slow March to the Burial" - 06:49
6. "The Februar Winds" - 02:53
7. "Suicide Choir" - 12:49
8. "The Wreath" - 03:16[1]

## Twórcy
- Adrian Bickle - perkusja
- Justin Hartwig - gitara
- Damon Good - śpiew, gitara basowa, gitara, keyboard